# Халча
Ха́лча — село на півдні Київської області. Адміністративно належить до Обухівського району. Найближче місто - Кагарлик (колишній районний центр), 15 км. До Києва 75 км.

## Географія
Найближчі довколишні села та міста — с. Слобода, с. Воронівка, с. Расавка, с. Зікрачі, м. Ржищів.
У селі бере початок річка Хальча, є ставок.

## Історія

#### 18 сторіччя

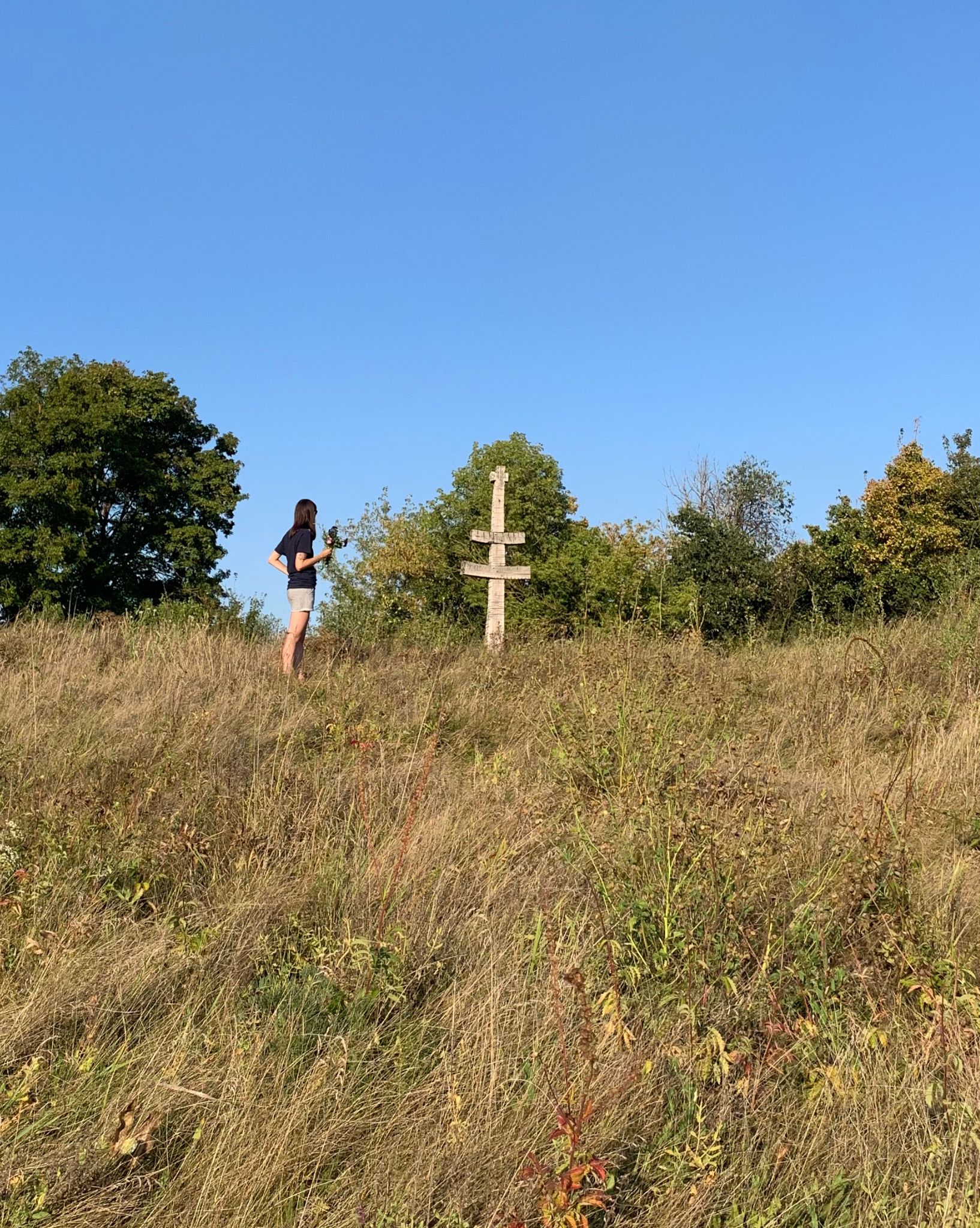
Фото дерв'яного хреста на пагорбі, де знаходилась стара церква (прибл. 1752-1930 роки). Координати 49.957956, 30.904016

Церква була збудована у 1752 році за допомогою прихожан на місці старої церкви. Є документ 1768 року про перехід жителів та священника Макарія Холода с. Халча з унії в православ'я. Нижче є малюнок як виглядала церква у 1807 році. А приблизно у 1930-х роках була спалена більшовиками. Відтоді, пагорб, де розташовувалась церква пустує. Зараз там стоїть дерев'яний хрест, який зробили місцеві жителі з дерев'яних балок, що залишились після пожежі. 

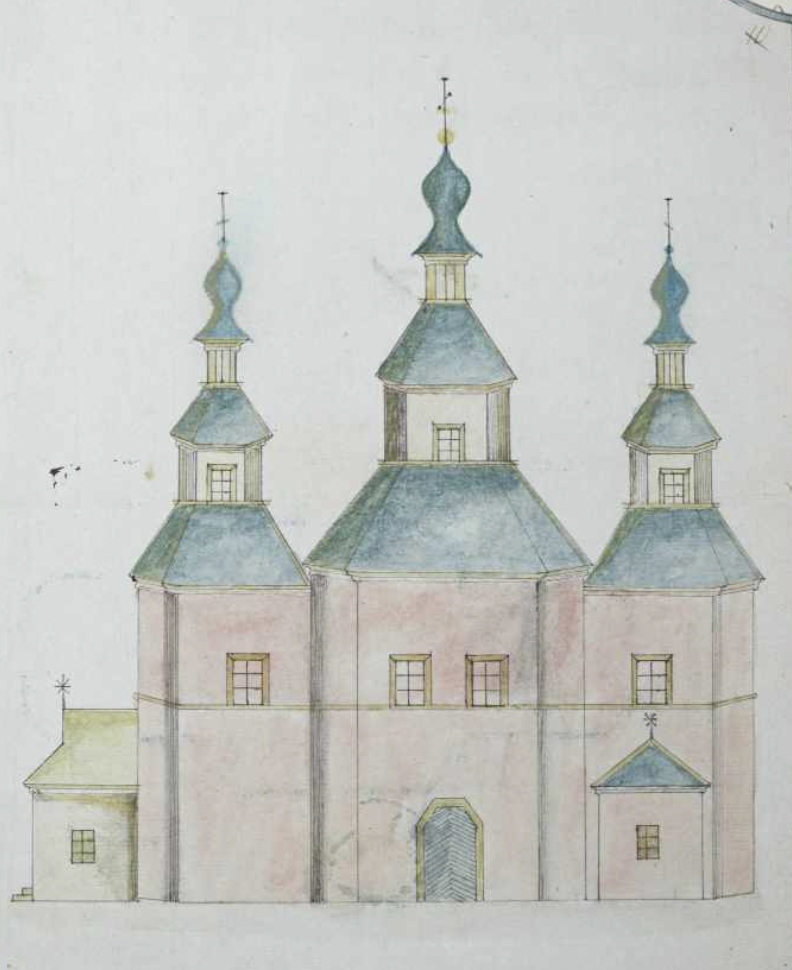
Малюнок церкви в 1807 р. Зі справи про надання дозволу на ремонт церкви Покрова Пресвятої Богородиці с. Халча. ЦДІАК 127-241-37

Метричні книги, клірові відомості, сповідні розписи церкви Покрова Пресвятої Богородиці с. Халча Халчанської волості Київського пов. Київської губ. зберігаються в ЦДІАК України.

#### 19 сторіччя
Ось, як описується село Халча в книзі Похилевича Л. І. "Сказання про населені місцевості Київської губернії", 1864 р.: "Халча — село при струмку з такою ж назвою, за 2 версти від Зикрачів. Село розташоване в глибоких звивистих долинах і з усіх боків оточене високими гостроверхими горами. Підвищене місце, на якому стоїть церква, оточене глибоким ровом у вигляді замку.
Що на території, яку займає село, діяли татарські народи у віддаленій давнині, можна судити з самої назви села, яка має татарське походження, а також із того, що навколо села знаходяться стародавні могили, у яких, за словами жителів, спочивають кості убитих християн у часи татарських нападів.
Нині в селі мешкає 1832 особи обох статей у 200 дворах. У 1740 році було 100 хат; у 1792 році — 115 хат, а жителів: чоловіків — 485, жінок — 454 душі.
Халча нині є резиденцією графинь Анни та Емілії Дзялинських. До халчанського маєтку належать села Березівка, Вороновка та Юзефівка із загальною площею земель 5109 десятин.
Церква Свято-Покровська, дубова, 5-го класу; має 37 десятин землі; збудована 1752 року.
З візитацій Канівського деканату за 1740, 1746 і 1792 роки видно, що в Халчі існувала церква з незапам'ятних часів, а попередню, до теперішньої, було збудовано 1724 року, проте через старість розібрано."
В 1880-х с. Халча було центром Халчанської волості Київської губернії.

#### 20 сторіччя
Станом на 1900 рік у селі налічувалося 2939 мешканців, 883 двори, парафіяльна дерев'яна церква, церковна школа, 23 вітряка. Належало деякий час Дзявинським (разом з с.с.Березівкою, Воронівкою,Юзефівкою), потім Радзішевскім.
В статті О. Косміної "У будні і свята. Як одягалися на Київщині сто років тому" можна побачити фото жителей с. Халча і їх вбарння на початску 20 ст.
Колгосп створений в 1929 році. Під час колективізації були розкуркулені в с. Халча 31 сім’я, у Воронівці – 11. Газета «Колективна нива» у № 98 від 24 вересня 1932 року та у № 47 від 21 травня 1933 року повідомляла, що с. Халча (колгосп « Шлях до комунізму») занесено на «чорну дошку». За свідченнями очевидців загальна кількість померлих від голоду в с. Халча та Воронівка – 414 осіб. Місця поховань – с. Халча, вул. Жовтнева та вул. Леніна.

## Сучасний стан
Нині село населяють переважно літні люди. Чимало хат на території села дуже старі — частина з них вже запустіли. Можна зустріти, наприклад, хати, обмазані глиною та під солом'яною стріхою. Проте є і цілком сучасні будівлі, у селі є магазин з баром, кіоск, школа, дитячий садок, асфальтована дорога, транспортна зупинка, підведені електрика, газ, інтернет.